# Biolet
Biollet és un municipi francès situat al departament del Puèi Domat i a la regió d'Alvèrnia-Roine-Alps. L'any 2007 tenia 334 habitants.

## Demografia

### Població
El 2007 la població de fet de Biollet era de 334 persones. Hi havia 141 famílies de les quals 43 eren unipersonals (17 homes vivint sols i 26 dones vivint soles), 55 parelles sense fills, 26 parelles amb fills i 17 famílies monoparentals amb fills.
La població ha evolucionat segons el següent gràfic:
Habitants censats

### Habitatges
El 2007 hi havia 237 habitatges, 144 eren l'habitatge principal de la família, 66 eren segones residències i 27 estaven desocupats. 220 eren cases i 12 eren apartaments. Dels 144 habitatges principals, 126 estaven ocupats pels seus propietaris, 16 estaven llogats i ocupats pels llogaters i 2 estaven cedits a títol gratuït; 2 tenien una cambra, 10 en tenien dues, 19 en tenien tres, 43 en tenien quatre i 70 en tenien cinc o més. 92 habitatges disposaven pel capbaix d'una plaça de pàrquing. A 77 habitatges hi havia un automòbil i a 54 n'hi havia dos o més.

### Piràmide de població
La piràmide de població per edats i sexe el 2009 era:
| Homes | Edats   | Dones |
| ----- | ------- | ----- |
| 0     | 95 o +  | 0     |
| 0     | 90 a 94 | 0     |
| 0     | 85 a 89 | 0     |
| 0     | 80 a 84 | 0     |
| 16    | 75 a 79 | 12    |
| 16    | 70 a 74 | 16    |
| 12    | 65 a 69 | 16    |
| 0     | 60 a 64 | 12    |
| 4     | 55 a 59 | 4     |
| 12    | 50 a 54 | 4     |
| 16    | 45 a 49 | 20    |
| 24    | 40 a 44 | 12    |
| 32    | 35 a 39 | 8     |
| 44    | 30 a 34 | 0     |
| 20    | 25 a 29 | 16    |
| 12    | 20 a 24 | 4     |
| 24    | 15 a 19 | 4     |
| 0     | 10 a 14 | 0     |
| 8     | 5 a 9   | 4     |
| 0     | 0 a 4   | 4     |

## Economia
El 2007 la població en edat de treballar era de 231 persones, 123 eren actives i 108 eren inactives. De les 123 persones actives 114 estaven ocupades (63 homes i 51 dones) i 8 estaven aturades (2 homes i 6 dones). De les 108 persones inactives 32 estaven jubilades, 19 estaven estudiant i 57 estaven classificades com a «altres inactius».

### Ingressos
El 2009 a Biollet hi havia 132 unitats fiscals que integraven 257 persones, la mediana anual d'ingressos fiscals per persona era de 13.054 €.

### Activitats econòmiques
Dels 11 establiments que hi havia el 2007, 1 era d'una empresa de fabricació d'altres productes industrials, 1 d'una empresa de comerç i reparació d'automòbils, 3 d'empreses de transport, 2 d'empreses d'hostatgeria i restauració, 2 d'empreses de serveis, 1 d'una entitat de l'administració pública i 1 d'una empresa classificada com a «altres activitats de serveis».
Dels 2 establiments de servei als particulars que hi havia el 2009, 1 era una oficina de correu i 1 perruqueria.
L'any 2000 a Biollet hi havia 36 explotacions agrícoles que ocupaven un total de 1.876 hectàrees.

## Equipaments sanitaris i escolars
El 2009 hi havia una escola maternal integrada dins d'un grup escolar amb les comunes properes formant una escola dispersa.

## Poblacions més properes
El següent diagrama mostra les poblacions més properes.